# Maro Itoje
Oghenemaro Miles Itoje, detto Maro (Londra, 28 ottobre 1994), è un rugbista a 15 britannico, internazionale per l'Inghilterra che milita, nel ruolo di seconda linea, nei Saracens.

## Biografia
Itoje è nato a Camden, quartiere di Londra, da genitori nigeriani.
Iscritto alla School of Oriental and African Studies, nel tempo libero si dedica alla poesia.
Itoje debuttò nei Saracens a 18 anni in Coppa Anglo-Gallese 2012-13 contro Cardiff RFC.
La stagione successiva debuttò in English Premiership contro Leicester nell'ultima giornata del campionato.
Disputò il Sei Nazioni 2014 Under-20 come capitano della Nazionale inglese di categoria, marcando una meta in ogni incontro del torneo e, più avanti nell'anno, vinse il campionato mondiale giovanile in Nuova Zelanda.
Titolare in pianta stabile nei Saracens dal 2014-15, vinse in tale stagione sia il titolo di campione inglese che la Coppa Anglo-Gallese, e giunse fino alla semifinale di Champions Cup.
Dopo un passaggio nell'Inghilterra A nel gennaio 2015 il C.T. inglese Stuart Lancaster lo incluse nel gruppo di preparazione per la Coppa del Mondo di rugby 2015 ma non lo convocò nella rosa che prese parte al torneo.
Il debutto internazionale avvenne sotto la nuova gestione di Eddie Jones, che fece subentrare Itoje nella seconda giornata del Sei Nazioni 2016 a Roma contro l'Italia, per poi schierarlo titolare nei successivi tre incontri, tutti vinti.
Al termine della stagione di club si laureò campione d'Europa con i Saracens, ricevendo anche il riconoscimento di miglior uomo della finale e più in generale di miglior giocatore europeo dell'anno.

## Palmarès
- Champions Cup: 3
Saracens: 2015-16, 2016-17, 2018-19
- Premiership: 5
Saracens: 2014-15, 2015-16, 2017-18, 2018-19, 2022-23
- Coppe Anglo-Gallesi: 1
Saracens: 2014-15